# Finales NBA 1987
Navigation
Finales 1986 Finales 1988
Les finales NBA 1987 sont la dernière série de matchs de la saison 1986-1987 de la NBA et la conclusion des séries éliminatoires (playoffs) de la saison. Le champion de la conférence Est, les Celtics de Boston rencontrent le champion de la conférence Ouest les Lakers de Los Angeles. Les Lakers remportent la série 4-2. Le moment clé de la série est Magic Johnson dans le match 4, qui réalise plusieurs bras roulés.
C'était la dixième fois que les Celtics et les Lakers  sont réunis en finales de la NBA (plus que n'importe quel autre match final) et marque aussi la dernière apparition des Celtics et des Lakers ensemble jusqu'à ce que les deux équipes se rencontrent à nouveau en 2008.
C'est la première série finale du championnat NBA à se dérouler entièrement au mois de juin. La dernière fois il n'y avait pas de match de Championnat au mois de mai était dans la saison 1970-1971, lors de la finale (score 4-0) le dernier match ayant eu lieu le 30 avril. C'est également les premières finales à être disputées sur une rotation de dimanche-mardi-jeudi, qui seront en usage jusqu'en 1990 et puis à partir de 2004.
Les finales de la NBA 1987 ont été les premières finales de la NBA jouées entièrement en juin.

## Lieux des compétitions
Les deux salles pour le tournoi ces finales sont : le Boston Garden de Boston et le Great Western Forum d'Inglewood.
| Los Angeles         | \| Boston Los Angeles \| | Boston           |
| Great Western Forum | \| Boston Los Angeles \| | TD Garden,       |
| Capacité: 17 505    | \| Boston Los Angeles \| | Capacité: 14 870 |
| Te Forum            | \| Boston Los Angeles \| | Boston Garden    |
| Boston Los Angeles  |                          |                  |

## Avant les finales

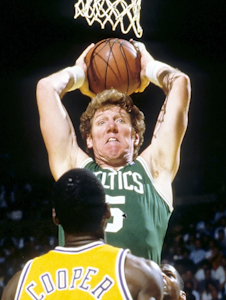
Bill Walton face à Michael Cooper lors des finales à Los Angeles

### Celtics de Boston
Recrue des Celtics pour 1986-1987, Len Bias, est décédé d'une crise cardiaque après avoir consommé de la cocaïne, le soir de sa sélection par les Celtics. Tout au long de la saison, les Celtics ont subi des blessures et de la fatigue à la fin de la saison mais avec un bilan de 59 victoires pour 23 défaites, mailleur bilan de la Conférence Est. Les Celtics ont perdu Scott Wedman à la suite d'une blessure à la cheville en début de saison, tandis que les blessures fréquentes de Bill Walton (pied retourné) et Kevin McHale qui a joué avec un pied cassé tard dans la saison. En séries éliminatoires, les Celtics ont balayé les Bulls de Michael Jordan à Chicago (3-0), mais ont dû batailler en demi-finales et finales de conférence pour se défaire des Bucks de Milwaukee et des Pistons de Détroit dans deux séries de sept matchs.

### Lakers de Los Angeles
Après avoir été éliminé de la finale de la Conférence Ouest un an plus tôt, les Lakers reviennent en la finale NBA récompensés avec avantage du terrain, avec un bilan de 65 victoires pour 17 défaites soit le meilleur bilan de la ligue. Les Lakers ont balayé les Nuggets de Denver (3-0), puis les Warriors de Golden State en cinq matchs, avant d'obtenir un autre sweep dans les séries éliminatoires contre les SuperSonics de Seattle en finale de conférence. Pendant ces playoffs les Lakers n'ont concédé qu'une seule défaite pour onze victoires.

### Parcours comparés vers les finales NBA
| Champion de division | Qualifié pour les playoffs | Éliminé des playoffs |

| Rang | Franchise                | V  | D  | PCT    | R  | Dom   | Ext   |
| ---- | ------------------------ | -- | -- | ------ | -- | ----- | ----- |
| 1    | Celtics de Boston        | 59 | 23 | 72,0 % | –  | 39-2  | 20-21 |
| 2    | Hawks d'Atlanta          | 57 | 25 | 69,5 % | 2  | 35-6  | 22-19 |
| 3    | Pistons de Détroit       | 52 | 30 | 63,4 % | 7  | 32-9  | 20-21 |
| 4    | Bucks de Milwaukee       | 50 | 32 | 61,0 % | 9  | 32-9  | 18-23 |
| 5    | 76ers de Philadelphie    | 45 | 37 | 54,9 % | 14 | 28-13 | 17-24 |
| 6    | Bullets de la Washington | 42 | 40 | 51,2 % | 17 | 27-14 | 15-26 |
| 7    | Pacers de l'Indiana      | 41 | 41 | 50,0 % | 18 | 28-13 | 13-28 |
| 8    | Bulls de Chicago         | 40 | 42 | 48,8 % | 19 | 29-12 | 11-30 |
|      |                          |    |    |        |    |       |       |
| 9    | Cavaliers de Cleveland   | 31 | 51 | 37,8 % | 28 | 25-16 |       |
| 10   | Nets du New Jersey       | 24 | 58 | 29,3 % | 35 | 19-22 | 5-36  |
| 11   | Knicks de New York       | 24 | 58 | 29,3 % | 35 | 18-23 | 6-35  |

| Rang | Franchise                 | V  | D  | PCT    | R  | Dom   | Ext   |
| ---- | ------------------------- | -- | -- | ------ | -- | ----- | ----- |
| 1    | Lakers de Los Angeles     | 65 | 17 | 79,3 % | –  | 37-4  | 28-13 |
| 2    | Mavericks de Dallas       | 55 | 27 | 67,1 % | 10 | 35-6  | 20-21 |
| 3    | Trail Blazers de Portland | 49 | 33 | 59,8 % | 16 | 34-7  | 15-26 |
| 4    | Jazz de l'Utah            | 44 | 38 | 53,7 % | 21 | 31-10 | 13-28 |
| 5    | Warriors de Golden State  | 42 | 40 | 51,2 % | 23 | 25-16 | 17-24 |
| 6    | Rockets de Houston        | 42 | 40 | 51,2 % | 23 | 25-16 | 17-24 |
| 7    | SuperSonics de Seattle    | 39 | 43 | 47,6 % | 26 | 25-16 | 14-27 |
| 8    | Nuggets de Denver         | 37 | 45 | 45,1 % | 28 | 27-14 | 10-31 |
|      |                           |    |    |        |    |       |       |
| 9    | Suns de Phoenix           | 36 | 46 | 43,9 % | 29 | 26-15 | 10-31 |
| 10   | Kings de Sacramento       | 29 | 53 | 35,4 % | 36 | 20-21 | 9-32  |
| 11   | Spurs de San Antonio      | 28 | 54 | 34,1 % | 37 | 21-20 | 7-34  |
| 12   | Clippers de Los Angeles   | 12 | 70 | 14,6 % | 53 | 9-32  | 3-38  |

### Face à face en saison régulière
Les Celtics et les Lakers se sont rencontrés 2 fois. Les Lakers gagnent les deux rencontres.
| Match | Date             | équipe à domicile     | Score   | équipe à l'extérieur  |
| ----- | ---------------- | --------------------- | ------- | --------------------- |
| 1     | 12 décembre 1986 | Celtics de Boston     | 110-117 | Lakers de Los Angeles |
| 2     | 15 février 1987  | Lakers de Los Angeles | 106-103 | Celtics de Boston     |

## Formule
Pour les séries finales la franchise gagnante est la première à remporter quatre victoires, soit un minimum de quatre matchs et un maximum de sept. Les rencontres se déroulent dans l'ordre suivant :
| Match | Recevant       | Match | Recevant       | Match | Recevant        | Match | Recevant        |
| ----- | -------------- | ----- | -------------- | ----- | --------------- | ----- | --------------- |
| 1     | Meilleur bilan | 2     | Meilleur bilan | 3     | Moins bon bilan | 4     | Moins bon bilan |

| Match | Recevant        | Match | Recevant       | Match | Recevant       |
| ----- | --------------- | ----- | -------------- | ----- | -------------- |
| 5     | Moins bon bilan | 6     | Meilleur bilan | 7     | Meilleur bilan |

Les Lakers de Los Angeles ont l'avantage du terrain ayant un meilleur bilan en saison régulière (65-17 contre 59-23).

## Les finales

### Match 1
| 2 juin 1987 21:00 EDT |                                                    | Celtics de Boston 111, Lakers de Los Angeles 136 | Celtics de Boston 111, Lakers de Los Angeles 136        | Celtics de Boston 111, Lakers de Los Angeles 136 |  | Great Western Forum, Inglewood Affluence : 17 505 Arbitres : No. 11 Jake O'Donnell No. 25 Hugh Evans | CBS |
| 2 juin 1987 21:00 EDT | Score par quart-temps : 26–35, 28–34, 31–32, 28–25 |                                                  |                                                         |                                                  |  | Great Western Forum, Inglewood Affluence : 17 505 Arbitres : No. 11 Jake O'Donnell No. 25 Hugh Evans | CBS |
| 2 juin 1987 21:00 EDT | Larry Bird 32 Larry Bird 7 Dennis Johnson 13       | Points Rebonds Passes d.                         | James Worthy 33 Kareem Abdul-Jabbar 10 Magic Johnson 13 |                                                  |  | Great Western Forum, Inglewood Affluence : 17 505 Arbitres : No. 11 Jake O'Donnell No. 25 Hugh Evans | CBS |
| 2 juin 1987 21:00 EDT | Los Angeles mène la série 1 à 0                    |                                                  |                                                         |                                                  |  | Great Western Forum, Inglewood Affluence : 17 505 Arbitres : No. 11 Jake O'Donnell No. 25 Hugh Evans | CBS |

### Match 2
| 4 juin 1987 21:00 EDT |                                                    | Celtics de Boston 122, Lakers de Los Angeles 141 | Celtics de Boston 122, Lakers de Los Angeles 141  | Celtics de Boston 122, Lakers de Los Angeles 141 |  | Great Western Forum, Inglewood Affluence : 17 505 Arbitres : No. 4 Ed T. Rush No. 14 Jack Madden | CBS |
| 4 juin 1987 21:00 EDT | Score par quart-temps : 34–38, 22–37, 36–32, 30–34 |                                                  |                                                   |                                                  |  | Great Western Forum, Inglewood Affluence : 17 505 Arbitres : No. 4 Ed T. Rush No. 14 Jack Madden | CBS |
| 4 juin 1987 21:00 EDT | Larry Bird 23 Robert Parish 14 Dennis Johnson 9    | Points Rebonds Passes d.                         | Byron Scott 24 Johnson, Rambis 5 Magic Johnson 20 |                                                  |  | Great Western Forum, Inglewood Affluence : 17 505 Arbitres : No. 4 Ed T. Rush No. 14 Jack Madden | CBS |
| 4 juin 1987 21:00 EDT | Los Angeles mène la série 2 à 0                    |                                                  |                                                   |                                                  |  | Great Western Forum, Inglewood Affluence : 17 505 Arbitres : No. 4 Ed T. Rush No. 14 Jack Madden | CBS |

### Match 3
| 7 juin 1987 13:00 EDT |                                                    | Lakers de Los Angeles 103, Celtics de Boston 109 | Lakers de Los Angeles 103, Celtics de Boston 109 | Lakers de Los Angeles 103, Celtics de Boston 109 |  | Boston Garden, Boston Affluence : 14 890 Arbitres : No. 10 Darrell Garretson No. 17 Joe Crawford | CBS |
| 7 juin 1987 13:00 EDT | Score par quart-temps : 29–22, 27–38, 22–26, 25–23 |                                                  |                                                  |                                                  |  | Boston Garden, Boston Affluence : 14 890 Arbitres : No. 10 Darrell Garretson No. 17 Joe Crawford | CBS |
| 7 juin 1987 13:00 EDT | Magic Johnson 32 Magic Johnson 11 Magic Johnson 9  | Points Rebonds Passes d.                         | Larry Bird 30 Larry Bird 12 Ainge, McHale 5      |                                                  |  | Boston Garden, Boston Affluence : 14 890 Arbitres : No. 10 Darrell Garretson No. 17 Joe Crawford | CBS |
| 7 juin 1987 13:00 EDT | Los Angeles mène la série 2 à 1                    |                                                  |                                                  |                                                  |  | Boston Garden, Boston Affluence : 14 890 Arbitres : No. 10 Darrell Garretson No. 17 Joe Crawford | CBS |

### Match 4
| 9 juin 1987 21:00 EDT |                                                           | Lakers de Los Angeles 107, Celtics de Boston 106 | Lakers de Los Angeles 107, Celtics de Boston 106  | Lakers de Los Angeles 107, Celtics de Boston 106 |  | Boston Garden, Boston Affluence : 14 890 Arbitres : No. 12 Earl Strom No. 25 Hugh Evans | CBS |
| 9 juin 1987 21:00 EDT | Score par quart-temps : 22–29, 25–26, 31–30, 29–21        |                                                  |                                                   |                                                  |  | Boston Garden, Boston Affluence : 14 890 Arbitres : No. 12 Earl Strom No. 25 Hugh Evans | CBS |
| 9 juin 1987 21:00 EDT | Magic Johnson 29 Kareem Abdul-Jabbar 11 Cooper, Johnson 5 | Points Rebonds Passes d.                         | Kevin McHale 25 Kevin McHale 13 Dennis Johnson 14 |                                                  |  | Boston Garden, Boston Affluence : 14 890 Arbitres : No. 12 Earl Strom No. 25 Hugh Evans | CBS |
| 9 juin 1987 21:00 EDT | Los Angeles mène la série 3 à 1                           |                                                  |                                                   |                                                  |  | Boston Garden, Boston Affluence : 14 890 Arbitres : No. 12 Earl Strom No. 25 Hugh Evans | CBS |

### Match 5
| 11 juin 1987 21:00 EDT |                                                    | Lakers de Los Angeles 108, Celtics de Boston 123 | Lakers de Los Angeles 108, Celtics de Boston 123    | Lakers de Los Angeles 108, Celtics de Boston 123 |  | Boston Garden, Boston Affluence : 14 890 Arbitres : No. 11 Jake O'Donnell No. 4 Ed T. Rush | CBS |
| 11 juin 1987 21:00 EDT | Score par quart-temps : 25–25, 23–38, 29–33, 31–27 |                                                  |                                                     |                                                  |  | Boston Garden, Boston Affluence : 14 890 Arbitres : No. 11 Jake O'Donnell No. 4 Ed T. Rush | CBS |
| 11 juin 1987 21:00 EDT | Magic Johnson 29 Magic Johnson 8 Magic Johnson 12  | Points Rebonds Passes d.                         | Dennis Johnson 25 Kevin McHale 14 Dennis Johnson 11 |                                                  |  | Boston Garden, Boston Affluence : 14 890 Arbitres : No. 11 Jake O'Donnell No. 4 Ed T. Rush | CBS |
| 11 juin 1987 21:00 EDT | Los Angeles mène la série 3 à 2                    |                                                  |                                                     |                                                  |  | Boston Garden, Boston Affluence : 14 890 Arbitres : No. 11 Jake O'Donnell No. 4 Ed T. Rush | CBS |

### Match 6
| 14 juin 1987 15:30 EDT |                                                    | Celtics de Boston 93, Lakers de Los Angeles 106 | Celtics de Boston 93, Lakers de Los Angeles 106          | Celtics de Boston 93, Lakers de Los Angeles 106 |  | Great Western Forum, Inglewood Affluence : 17 505 Arbitres : No. 10 Darell Garretson No. 17 Joe Crawford | CBS |
| 14 juin 1987 15:30 EDT | Score par quart-temps : 32–25, 24–26, 12–30, 25–25 |                                                 |                                                          |                                                 |  | Great Western Forum, Inglewood Affluence : 17 505 Arbitres : No. 10 Darell Garretson No. 17 Joe Crawford | CBS |
| 14 juin 1987 15:30 EDT | Dennis Johnson Johnson, McHale 10 Danny Ainge 6    | Points Rebonds Passes d.                        | Kareem Abdul-Jabbar 32 Billy Thompson 9 Magic Johnson 19 |                                                 |  | Great Western Forum, Inglewood Affluence : 17 505 Arbitres : No. 10 Darell Garretson No. 17 Joe Crawford | CBS |
| 14 juin 1987 15:30 EDT | Los Angeles gagne la série 4 à 2                   |                                                 |                                                          |                                                 |  | Great Western Forum, Inglewood Affluence : 17 505 Arbitres : No. 10 Darell Garretson No. 17 Joe Crawford | CBS |